# Drzewociny
Drzewociny [pronunciación en polaco: /dʐɛvɔˈt͡ɕinɨ/] es un pueblo ubicado en el distrito administrativo de Gmina Dłutów, dentro del Distrito de Pabianice, Voivodato de Łódź, en Polonia central. Se encuentra aproximadamente a 7 kilómetros al oeste de Dłutów, a 13 kilómetros al suroeste de Pabianice, y a 29 kilómetros al suroeste de la capital regional Łódź.